# Кампанила
Кампани́ла (от итал. campanile — «колокольня») в итальянской архитектуре Средних веков и Возрождения — квадратная (реже — круглая) в основании колокольня, как правило, стоящая отдельно от основного здания храма. Прообразом кампанилы послужили средневековые городские башни. Кампанилы имели в высоту 4, 5 и более этажей; при этом высота этажей, а также величина или количество оконных проёмов обычно возрастали снизу вверх (нижние этажи часто вообще были глухими), что создавало своеобразный эффект устремлённости ввысь.
В число наиболее известных кампанил входит Пизанская башня, Гирландина в Модене, кампанила собора Святого Марка в Венеции. Кампанилы построены рядом со многими церквями Равенны и других итальянских городов. С кампанилами связано и появление колоколен-церквей в русских городах. Самой известной из них является колокольня «Иван Великий», архитектором которой был Бон Фрязин.
В англоязычных странах «кампанилами» также принято называть высокие часовые башни с колоколами, которые стоят возле общественных зданий. Как пример кампанилы можно рассматривать часовую башню здания парламента в Лондоне (знаменитый Биг Бен). В XX веке в США, Австралии и Великобритании получили распространение неоготические кампанилы, возводимые преимущественно на территории университетских кампусов. Одной из самых высоких кампанил подобного типа считается часовая башня Джозефа Чемберлена (Joseph Chamberlain Memorial Clock Tower), находящаяся на территории Бирмингемского университета в Бирмингеме. Башня достигает в высоту более ста метров.